# Szenegál vasúti közlekedése
Szenegál területén csak egy vasútvonal halad át, mely a Dakar-Niger-vasútvonal (mely a Niger folyóról, nem pedig a Niger nevű országról kapta a nevét) része. Az 1 000 mm-es nyomtávolságú vonal 906 km hosszú, nem villamosított. A vasútvonal normál nyomtávolságúra átépítése tervezés alatt áll. Az afrikai kontinens legnyugatibb vasútállomása a dakari pályaudvar.

## Vasúti kapcsolata más országokkal
- Mali - igen, azonos nyomtávolság: 1 000 mm